# Alberto López Argüello

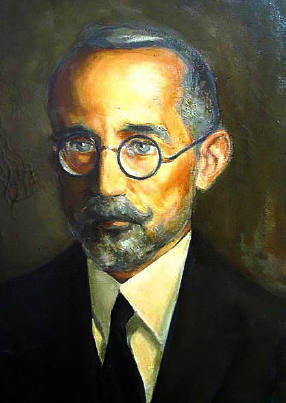
Retrato de López Argüello como presidente de la Diputación Provincial de Santander

Alberto López Argüello (León, 1878- Santander, 1932) fue un político español, presidente de la Diputación  de Santander desde abril de 1925 hasta enero de 1928. Era ingeniero de minas e  inspector de trabajo, escritor, político y miembro de la Asamblea Nacional Consultiva en 1927.

## Biografía
Estudió ingeniería de minas y trabajó como Inspector de Trabajo. Destacó como erudito, crítico literario y poeta. Fue vocal del Ateneo de Santander donde presidió su Sección de Literatura en el año 1918 y la sección de Ciencias Morales y Políticas en 1920 y entre los años 1925 a 1927 y también vocal de la Junta de Gobierno de la santanderina Sociedad Menéndez Pelayo.

## Obra social y política
Presidió la Diputación de Santander en unos años de gran desarrollo. Es paradigma de los hombres nuevos de la Dictadura de Primo de Rivera ya que partió de un puesto técnico y accedió a altos cargos de gobierno. Como inspector de Trabajo en Santander realizó una labor pionera de protección social de los trabajadores en el Instituto Nacional de Previsión, creado bajo la presidencia de Antonio Maura en 1908. En sus años de Presidente de Diputación destacaron iniciativas como las obras del Ferrocarril Santander-Mediterráneo y de la  Casa de Salud Marqués de Valdecilla.
Impulsó el sector forestal, creó un  Instituto de Orientación Profesional y un «Instituto Provincial de Higiene», así como el Museo de Prehistoria y encargó de su dirección y desarrollo a  Jesús Carballo, a cuya inauguración asistió  Alfonso XIII. También creó la «Escuela provincial de Pesca» en Santoña, que dirigió por Juan Cuesta Urcelay. Durante su mandato se pidió al gobierno, sin éxito,  un concierto económico similar al vasco para la  provincia de Santander.

## Escritor y poeta
Testimonio de su temprana inquietud intelectual fue su participación como actor ya que declamó en obras teatrales en el Teatro Principal y el Círculo Católico de León. Escribió e interpretó, con Isaac Martín Granizo, zarzuelas en un acto con música de Joaquín Mancenillo entre 1899 y 1900 tales como Metempsicosis, Monografía de la hazaña de Guzmán el Bueno. Eclipse total, Sangre romana o justicia de Dios, La cartera de Fomento. Más adelante fue el joven redactor del Diario de León dirigido por Martín Granizo.
Amigo de Enrique Menéndez Pelayo, tuvo al cuidado la edición de sus «Memorias de uno a quién no sucedió nada» (Madrid, 1922). Apoyó en sus años santanderinos al poeta León Felipe con quién charlaba en su botica en compañía de los poetas José del Río «Pick» y Alejandro Nieto. Tuvo amistad también con Ricardo León y Román.
Fue articulista en Tierra Montañesa, Sotileza y El Diario Montañés. Una selección de sus versos se publicó como «Mi granero» en 1926. La Sociedad Menéndez Pelayo que impulsaba su amigo Miguel Artigas publicó su obra Fernán Caballero. Epistolario. Una colección de cartas inéditas de la novelista (Barcelona, 1922).

## Publicaciones
Sus obras, publicadas por el Instituto Nacional de Previsión y por el Instituto de Reformas Sociales, expresaban un compromiso social y promovían salarios dignos. Una parte de ellas son las siguientes:
- El trabajo de la mujer. Conferencia, Santander, Imp. La Propaganda Católica, 1915.
- La iniciativa patronal en la provincia de Santander en 1917. Madrid, 1918.
- El trabajo del niño en los espectáculos públicos. Madrid, 1920.
- El seguro de maternidad, datos y experiencias. Madrid, 1922
- Literatura infantil: El periódico del niño. Madrid, 1924.
- Los cotos escolares de previsión y la Diputación de Santander. Madrid, 1927.
- El seguro de maternidad. Conferencia a los obreros, Madrid, 1932.
- El salario familiar y las cajas de compensación. Santander, Imp. Católica de Vicente Oria, 1932.

## Premios
- Medalla de Plata de la Mutualidad Escolar del Ministerio de Instrucción Pública (1917)
- Medalla del Instituto Nacional de Previsión (1914)
- Oficial de la Legión de Honor de Francia (1925)
- Caballero de la Gran Cruz del Cordón de la Corona de Italia (1926).